# Bedford TL
Der Bedford TL ist ein Lastwagen, den der britische Hersteller Bedford produzierte. Der mehr auf Komfort ausgelegte TL, der im Juni 1980 eingeführt wurde, sollte das Angebot zum Bedford TK ergänzen, auf dem der TL stark basierte. Die Produktion begann im April 1980, damit die Lkw die Händler passend zur Premiere erreichten. Der TL wurde mit dem Ende von Bedford im Jahr 1986 aus der Produktion genommen. Allerdings nahm der neue Besitzer AWD Engineering Limited die Produktion 1988 wieder auf. Das Sortiment wurde später um verschiedene Variationen erweitert. 1992 endete jedoch die Produktion endgültig, als AWD in Insolvenz ging.

## Technische Entwicklung

### Anfänge und Blue Series

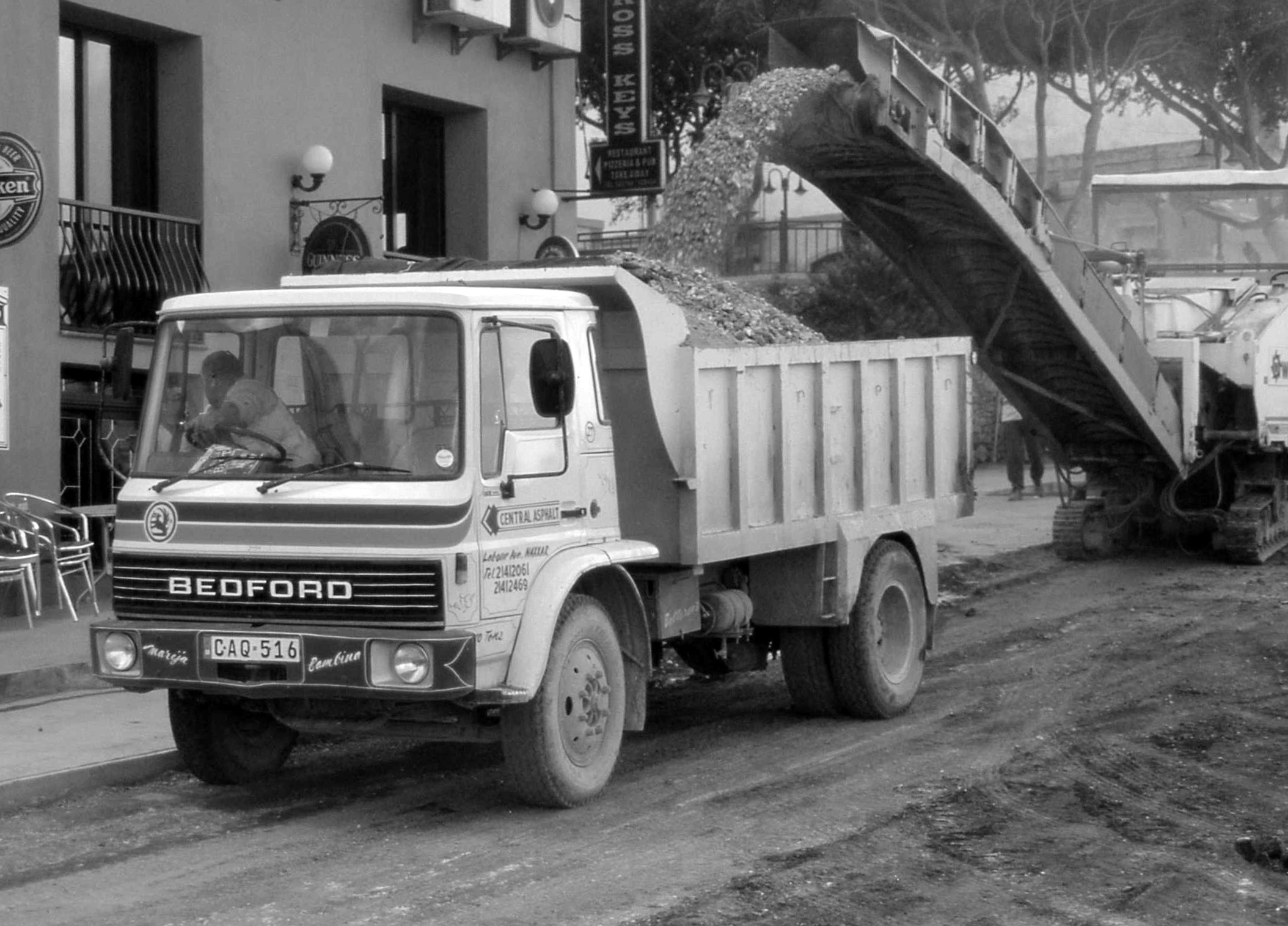
Altes Foto des Bedford TL in Malta

Das Fahrgestell des TK war für den TL an der Vorderseite leicht verändert, um die neue Kabine mit Flachboden aufzunehmen. Die vordere Federung, eine Blattfederung, war neu. Der TL wurde hauptsächlich für Kurzstrecken benutzt. Von Anfang an wurde der TL von Benzin- und Dieselmotoren angetrieben. Die Sechszylinder-Benzinmotoren waren der 214P-3,5-Liter und der 300P-4,9-Liter. Die Dieselvarianten waren die aktualisierten Versionen des TK-3,6-Liter-Vierzylinders 220D und des 5,4-Liter-Sechszylinders 330D. Für die schwereren Modelle gab es wahlweise den 8,2-Liter-Motor der Blue-Serie. Die Leistung betrug zwischen 83 und 114 PS (zwischen 62 und 85 kW) für die Benziner, während die Dieselmotoren zwischen 65 und 98 PS (zwischen 48 und 73 kW) leisteten. Die Blue Series bot je nach Modell entweder 128 oder 151 PS (95 oder 113 kW).

### Red Series

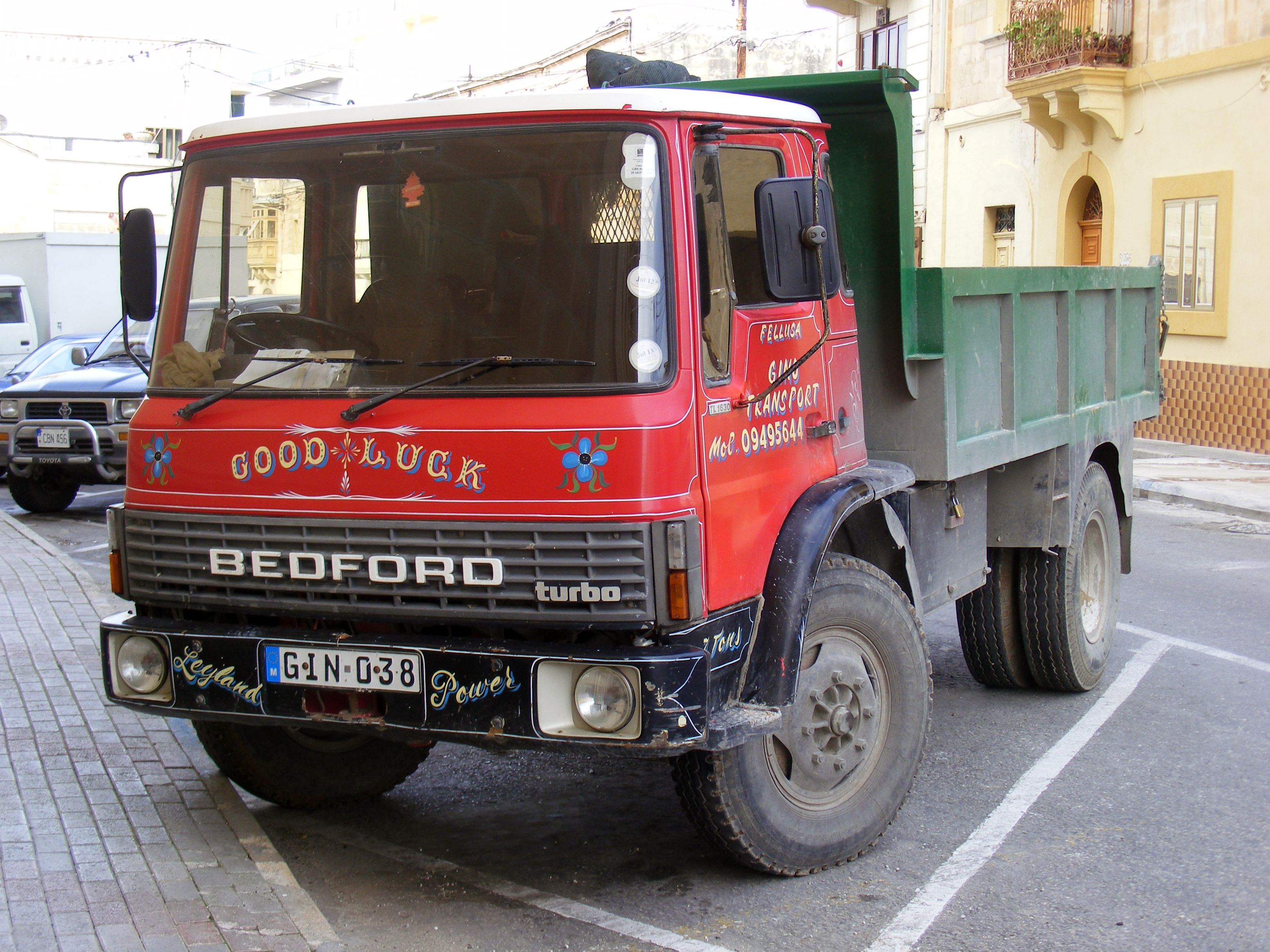
Bedford TL1630

1984 wurde die Motorleistung mit der Einführung der Turboaufladung leicht erhöht und die Motoren wurden neu klassifiziert und fortan als Red Series bezeichnet. Der 3,6-Liter-220D hieß jetzt 70TD und der 5,4-Liter-330D wurde zum 105TD. Die neuen Namen sollten dabei maximale Ausgangsleistung symbolisieren. Die 8,2-Liter-Blue-Series-Motoren wurden in zwei Versionen fortgesetzt; der 130TD und der höher bewertete 175TD.

### Entwicklungen nach der Übernahme von AWD
Als AWD den TL 1988 wieder auf den Markt brachte, war er mit zwei verschiedenen 6-Zylinder-Motoren erhältlich; zunächst als 17-18-Modell mit einem Perkins Phaser 180 PS (133 kW) und ab 1990 als 17-27 mit einem 8,3-Liter, der ca. 270 PS (198 kW) leistete.